# Vietteania torrentium
Vietteania torrentium är en fjärilsart som beskrevs av Achille Guenée 1852. Vietteania torrentium ingår i släktet Vietteania och familjen nattflyn. Inga underarter finns listade i Catalogue of Life.